# Eric van Sauers
Eric van Sauers (Utrecht, 18 september 1964) is een Nederlands cabaretier, stand-upcomedian en acteur.

## Loopbaan
Na zijn afronding van de toneelschool in Amsterdam sloot Van Sauers zich aan bij Comedytrain. In 1997 won hij het Camerettenfestival, waarna in 1998 zijn eerste soloprogramma in première ging. In 2005 ontving hij de Neerlands Hoop voor zijn voorstelling: Eric van Sauers liegt. Van Sauers speelde in diverse films en televisieseries, veel in samenwerking met filmmaker Theo van Gogh. Samen met Koos Terpstra is hij eindredacteur van het televisieprogramma Dit was het nieuws.
Zijn jongere zus Mariëlle van Sauers is actrice en schrijfster.

## Soloprogramma's
- Eric van Sauers is Eric van Sauers (1998-2000)
- Een fijn warm mens (2000-2002)
- De ware liefde (2002-2004)
- Eric van Sauers liegt (2004-2006)
- Smulpapen (2006-2008)
- Ridder (2009-2011)
- Ontroert (2014-2016)
- De lief en leed tour  (2017-2018)[1]
- Unmute (2024-)

## Filmografie

### Film
- Dorst (1988)
- In het belang van de staat (1997)
- De pijnbank (1998) - Martin Krawinkel
- Lef (1999)
- De nacht van Aalbers (2001) - Menno Lippens
- Baby Blue (2001)
- Polonaise (2002)
- Cool! (2004)
- Flirt (2005) - Foppe
- Sextet: De nationale bedverhalen (2007)
- Doodslag (2012) - Taxichauffeur
- Hart Beat (2016)
- Oh Baby (2017)
- Goudappels (2024) - Patrick Condari

### Televisie
- Zeg 'ns AAA (1986) - politieagent
- Meneer Rommel (1992)
- Bureau Kruislaan (1992 t/m 1995) - Marius Hoefdraad
- Pleidooi (1993)
- De Sylvia Millecam Show (1994)
- Vrienden voor het leven (1994)
- In de Vlaamsche pot (1994) - Roel
- SamSam (1994)
- Bamboe Beren (1995) - Slo-Lee
- 12 steden, 13 ongelukken  (1995)
- Studio op stelten (1995)
- Zwarte Sneeuw (1996)
- Huisje, Boompje, Beestje (1996 t/m 2000)
- Au (1997)
- Zonder Ernst (1998)
- Schoon goed (1999)
- Het laatste oor (1999)
- Medea (2005) - Robin
- Koefnoen (2007) - diverse rollen
- Smeris (2014)
- Bureau Raampoort (2014) - Belker
- KLEM (2017) - Abdu
- De 12 van Oldenheim (2017) - Wout Plasmeijer
- Kamp Koekieloekie (2021) - Ben
- Nieuw zeer (2021) - diverse rollen
- Oogappels (2021-2023) - Patrick Condari
- De verschrikkelijke jaren tachtig (2022) - Ivo
- Tropenjaren (2022) - Steve
- Tweede Hans (2022) - Diederick

## Dvd's
- Eric van Sauers is Eric van Sauers (2003)
- De Ware Liefde/Een fijn warm mens (2005)
- Eric van Sauers Liegt/Smulpapen (2009)
- Ridder (2011)